# Anas erythrorhyncha

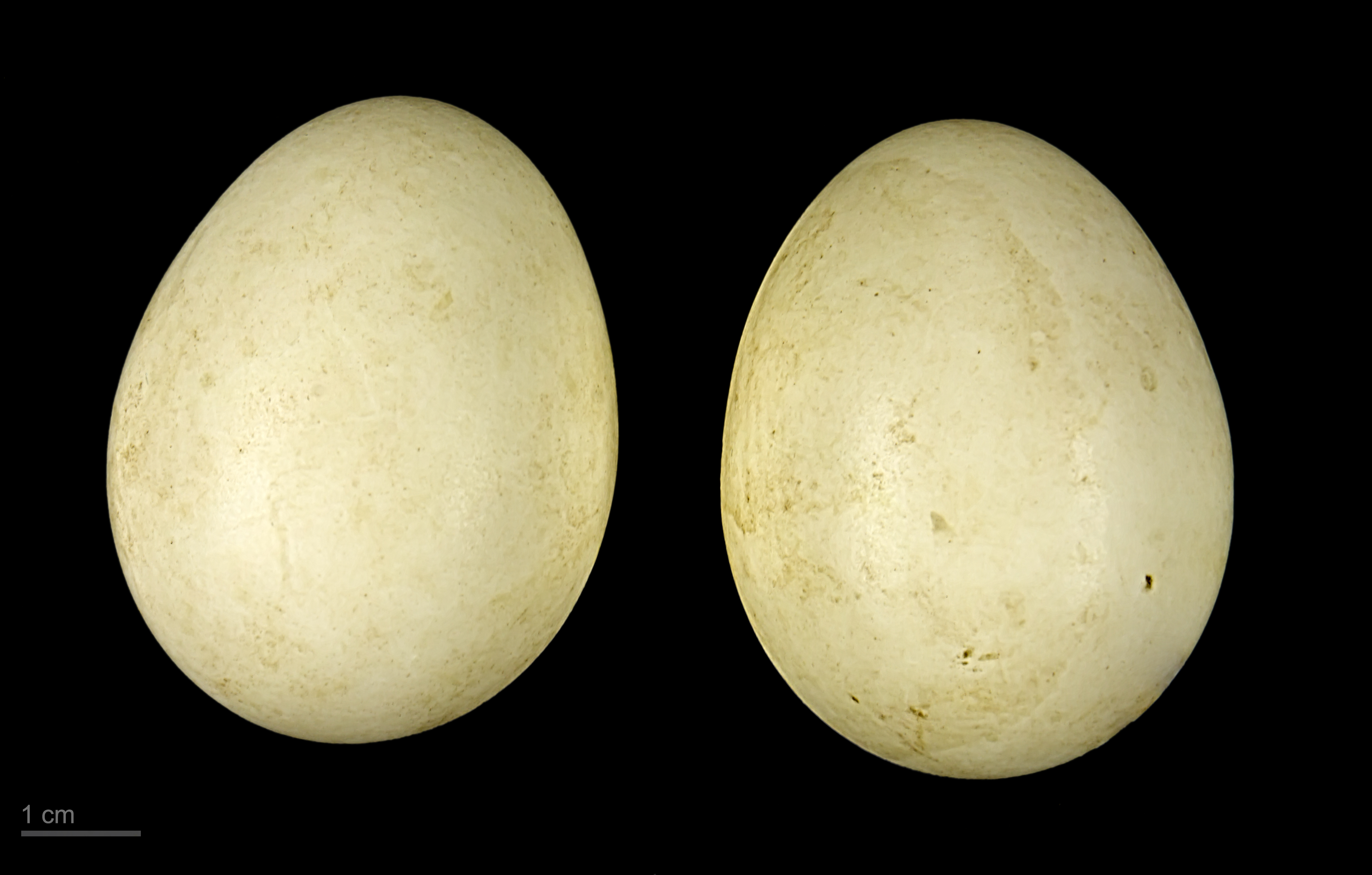
Anas erythrorhyncha

Anas erythrorhyncha là một loài chim trong họ Vịt.
Loài chim này sinh sản ở nam và đông châu Phi, thường ở vĩ tuyến nam 10° N. Nó không di cư nhưng bay quãng đường dài để tìm vùng nước thích hợp. Chúng ssinh sống thành đàn ngoài mùa sinh sản. Chiều dài chim trưởng thành lên đến 43–48 xentimét (17–19 in).